# 레트라토 데 파밀리아
《레트라토 데 파밀리아》(스페인어: Retrato de familia)은 1995년 방영된 멕시코의 텔레노벨라이다.